# Jeremy Pargo
Jeremy Raymon Pargo (Chicago, Illinois, 07 de marzo de 1986) es un jugador de baloncesto estadounidense. Con 1.88 de estatura, juega en la posición de base en el UMF Grindavík de la Úrvalsdeild karla islandesa. Es el hermano de Jannero Pargo, que también ha jugado en la NBA.

## Trayectoria deportiva

### Universidad
Jugó durante cuatro temporadas con los Bulldogs de la Universidad de Gonzaga en las que promedió 9,3 puntos y 4,4 asistencias por partido. En 2008 fue elegido Jugador del Año de la WAC tras promediar 11,8 puntos y liderar la conferencia en asistencias, con 6,2 por encuentro.

### Profesional
Pargo participó en 2009 en el campus de Las Vegas de la NBA como miembro de los Detroit Pistons junto con el su excompañero de la Universidad de Gonzaga Austin Daye, después de jugar en la Liga de Verano de Orlando Pro para los Magic de Orlando.
En su año primer año como profesional jugó para el Hapoel Gilboa Galil Elyon de Israel, Pargo promedio de 14,1 puntos, 2,9 rebotes, 4,5 asistencias y 2,7 balones por partido, y ganó el campeonato Super League de baloncesto israelí en 2010.
En 2010, Pargo participó en la Liga de Verano de Orlando Pro para los Bobcats de Charlotte y más tarde en la Liga de Verano NBA Las Vegas como un miembro de los Minnesota Timberwolves.
El 26 de agosto de 2010, para reemplazar a Mikhail Torrance que sufrió de una afección cardíaca, Jeremy Pargo firmó un contrato por un año el Maccabi Tel Aviv. El 24 de mayo de 2011, firmó un nuevo contrato de dos años de duración con el Maccabi Tel Aviv.
En junio de 2013 ficha por un año con opción a otro por 2 millones de euros netos por el CSKA Moscú de la liga rusa.
En la temporada 2019-2020, jugaría en los Golden State Warriors y en su equipo asociado de la G-League los Santa Cruz Warriors. También jugaría en el Hapoel Jerusalem B.C. de la Ligat ha'Al.
El 15 de febrero de 2021, regresa a Israel para firmar por el Maccabi Rishon LeZion de la Ligat ha'Al.
El 1 de noviembre de 2021, firma por el Napoli Basket de la Serie A italiana.
En la temporada 2022-23, firma por los Windy City Bulls de la NBA G League, con los que disputa 26 partidos en los que promedia 10 puntos, 2 rebotes y 5 asistencias.
El 11 de abril de 2023, firma por el Real Betis Baloncesto de la Liga Endesa.
El 28 de agosto de 2023 firmó con el NBA G League Ignite de la G League.
En enero de 2025 firmó con el UMF Grindavík de la Úrvalsdeild karla islandesa. En su debut, anotó 25 puntos en la victoria por 95-104 contra Þór Þorlákshöfn.

### Selección nacional
En septiembre de 2022 disputó con el combinado absoluto estadounidense el FIBA AmeriCup de 2022, ganando el bronce al ganar la final de consolación ante el combinado canadiense.

## Estadísticas de su carrera en la NBA

### Temporada regular
| Año     | Equipo       | PJ | PT | MPP  | %TC  | %3P  | %TL  | RPP | APP | ROB | TPP | PPP |
| ------- | ------------ | -- | -- | ---- | ---- | ---- | ---- | --- | --- | --- | --- | --- |
| 2011-12 | Memphis      | 44 | 5  | 9.6  | .333 | .263 | .596 | .8  | 1.3 | .3  | .0  | 2.9 |
| 2012-13 | Cleveland    | 25 | 11 | 17.9 | .401 | .316 | .683 | 1.3 | 2.6 | .5  | .1  | 7.8 |
| 2012-13 | Philadelphia | 14 | 0  | 14.9 | .381 | .412 | .667 | 1.2 | 2.0 | .1  | .0  | 4.9 |
| 2019-20 | Golden State | 3  | 0  | 14.7 | .500 | .429 | .000 | 1.0 | 2.7 | .3  | .0  | 8.3 |
| Total   | Total        | 86 | 16 | 13.1 | .379 | .319 | .644 | 1.0 | 1.8 | .3  | .0  | 4.8 |